# Josia Thugwane
Josia Thugwane (Bethal, 15 april 1971) is een Zuid-Afrikaanse voormalige langeafstandsloper, die gespecialiseerd was in de marathon.

## Biografie
Thugwane liep zijn eerste marathon in 1991. Zijn eerste succes boekte hij in 1993 toen hij Zuid-Afrikaans kampioen werd in deze discipline. Zijn internationale doorbraak beleefde hij in 1995, toen hij de marathon van Honolulu won. Dat jaar werd hij ook vijfde op het wereldkampioenschap halve marathon en de Zuid-Afrikaanse kampioenschappen halve marathon. Nadat hij zich gekwalificeerd had voor de olympische marathon in Atlanta, kwam hij bij een roofoverval bijna om het leven. Een kogel schampte zijn kin.
Hij won een gouden medaille op de Olympische Spelen van 1996, met slechts drie seconden voorsprong op Lee Bong-ju uit Korea en acht seconden op Erick Wainaina uit Kenia. Ook won hij dat jaar de marathon van Fukuoka. In 1997 wist hij zijn succesreeks voort te zetten en werd derde op de marathon van Londen en won de marathon van Fukuoka in een persoonlijk record van 2:07.28.
Daarna kreeg hij te kampen met blessures en de dood van zijn trainer Jacques Malan. Op de Spelen, ditmaal in Sydney, behaalde hij slechts een twintigste plaats. In 2002 maakte hij een indrukwekkende comeback door de marathon van Nagano op zijn naam te schrijven.

## Titels
- Olympisch kampioen marathon - 1996
- Zuid-Afrikaans kampioen marathon - 1993, 1996

## Persoonlijke records
| Onderdeel      | Prestatie | Datum            | Plaats         |
| -------------- | --------- | ---------------- | -------------- |
| 800 m          | 2.06,23   | 1985             |                |
| 1000 m         | 2.43,63   | 1987             |                |
| 1500 m         | 4.02,15   | 21 maart 1992    | Kaapstad       |
| 1 Eng. mijl    | 4.30,21   | 7 maart 1989     | Port Elizabeth |
| halve marathon | 1:02.08   | 13 augustus 1995 | Durban         |
| marathon       | 2:07.28   | 7 december 1997  | Fukuoka        |

## Palmares

### 5 km
- 1998:  Duke City in Albuquerque - 14.16

### 10 km
- 1995:  Kosmos in Evander - 31.18
- 2001: 21e Zuid-Afrikaanse kamp. in Vanderbijlpark - 29.58
- 2005:  Kosmos in Secunda - 31.26

### 15 km
- 1992: 5e Squires Loft in Johannesburg - 47.39

### halve marathon
- 1991: 17e halve marathon van East London - 1:03.21
- 1992:  halve marathon van Secunda - 1:13.11
- 1995: 5e halve marathon van Durban - 1:02.06
- 1995: 5e WK in Belfort - 1:02.28
- 1996:  halve marathon van Secunda - 1:05.55
- 1996:  halve marathon van Evander - 1:08.28
- 1998:  Spar in Zuid-Afrika - 1:05.47
- 1998: 5e halve marathon van Sapporo - 1:03.57
- 1998:  Great Scottish Run - 1:03.01
- 1998:  Great North Run - 1:02.32
- 1999:  Great Scottish Run - 1:02.47
- 1999:  halve marathon van Albuquerque - 1:06.47
- 2002:  halve marathon van Kaapstad - 1:04.15
- 2002: 30e WK in Brussel - 1:03.39
- 2003:  halve marathon van Bedfordview - 1:05.38
- 2003:  halve marathon van Pretoria - 1:04.51
- 2003:  halve marathon van Göteborg - 1:04.14
- 2005:  halve marathon van Secunda - 1:10.46
- 2005:  halve marathon van Witbank - 1:09.41
- 2006:  halve marathon van Bethal - 1:09.41

### 25 km
- 2007:  Konica Minolta Jackie Mekler in Pretoria - 1:20.07

### 30 km
- 1990:  Málaga - 1:35.15

### marathon
- 1990:  marathon van Witbank - 2:22.24
- 1991:  marathon van Nelspruit - 2:18.00
- 1991:  marathon van Ngodwana - 2:13.48
- 1991: 6e marathon van Durban - 2:14.00
- 1991:  marathon van Ngodwana - 2:13.48
- 1992: 4e marathon van Kaapstad - 2:13.36
- 1992:  marathon van Ngodwana - 2:17.42
- 1993:  marathon van Tiberias - 2:18.42
- 1993:  marathon van Kaapstad - 2:14.25
- 1993:  marathon van Pretoria - 2:15.57
- 1993: 13e marathon van Honolulu - 2:29.16
- 1994: 28e marathon van Kyong-Ju - 2:24.52
- 1994: 5e marathon van Soweto - 2:22.26
- 1995:  marathon van Piet Retief - 2:28.43
- 1995:  marathon van Ngodwana - 2:18.47
- 1995:  marathon van Bredasdorp - 2:26.39
- 1995:  marathon van Honolulu - 2:16.08
- 1996:  marathon van Pinelands - 2:11.46
- 1996:  OS - 2:12.36
- 1997:  marathon van Fukuoka - 2:07.28
- 1997:  Londen Marathon - 2:08.06
- 1999: 26e marathon van Fukuoka - 2:17.01
- 2000: 8e Londen Marathon - 2:10.29
- 2000: 20e OS - 2:16.59
- 2000: 6e marathon van New York - 2:15.25
- 2001:  marathon van Seoel - 2:11.52
- 2002:  marathon van Nagano - 2:13.23
- 2002: 7e marathon van Seoel - 2:10.05
- 2003:  marathon van Nagano - 2:14.18
- 2003: DNF WK
- 2006: 4e marathon van Warschau - 2:17.11
- 2007:  marathon van Secunda - 2:21.37
- 2007: 9e marathon van Soweto - 2:23.04
- 2008:  marathon van Witbank - 2:24.56
- 2008:  marathon van Assegaai - 2:31.28
- 2010:  marathon van Secunda - 2:23.33

### 50 km
- 2005:  Forever Resorts Loskop in Winterkamp - 2:44.03
- 2006:  Loskop in Winterkamp - 2:49.23
- 2009:  Forever Resorts Loskop in Winterkamp - 2:47.53

1896: Spiridon Louis ·
1900: Michel Théato ·
1904: Thomas J. Hicks ·
1908: John Hayes ·
1912: Kenneth McArthur ·
1920: Hannes Kolehmainen ·
1924: Albin Stenroos ·
1928: Ahmed Boughéra El Ouafi ·
1932: Juan Carlos Zabala ·
1936: Sohn Kee-chung ·
1948: Delfo Cabrera ·
1952: Emil Zátopek ·
1956: Alain Mimoun ·
1960: Abebe Bikila ·
1964: Abebe Bikila ·
1968: Mamo Wolde ·
1972: Frank Shorter ·
1976: Waldemar Cierpinski ·
1980: Waldemar Cierpinski ·
1984: Carlos Lopes ·
1988: Gelindo Bordin ·
1992: Hwang Young-cho ·
1996: Josia Thugwane ·
2000: Gezahegne Abera ·
2004: Stefano Baldini ·
2008: Samuel Wanjiru ·
2012: Stephen Kiprotich ·
2016: Eliud Kipchoge ·
2020: Eliud Kipchoge ·
2024: Tamirat Tola